# Queshan
Queshan (chinesisch 确山县, Pinyin Quèshān Xiàn) ist ein Kreis der bezirksfreien Stadt Zhumadian im Süden der Provinz Henan der Volksrepublik China. Der Kreis hat eine Fläche von 1.701 km² und 403.600 Einwohner (Stand: Ende 2018).
Der ehemalige Sitz des Zhongyuan-Büros des Zentralkomitees der Kommunistischen Partei Chinas (Zhong-Gong Zhongyang Zhongyuan ju juzhi 中共中央中原局旧址) in den Jahren 1938/39 steht seit 1988 auf der Liste der Denkmäler der Volksrepublik China (3-37).

## Administrative Gliederung
Auf Gemeindeebene setzt sich Queshan aus sieben Großgemeinden und sechs Gemeinden zusammen. Diese sind:
- Großgemeinde Panlong (盘龙镇), Zentrum, Sitz der Kreisregierung;
- Großgemeinde Zhugou (竹沟镇);
- Großgemeinde Rendian (任店镇);
- Großgemeinde Xin'andian (新安店镇);
- Großgemeinde Liuzhuang (留庄镇);
- Großgemeinde Liudian (刘店镇);
- Großgemeinde Yifeng (蚁蜂镇);
- Gemeinde Sanlihe (三里河乡);
- Gemeinde Shigunhe (石滚河乡);
- Gemeinde Wagang (瓦岗乡);
- Gemeinde Lixindian (李新店乡);
- Gemeinde Shuanghe (双河乡);
- Gemeinde Puhuisi (普会寺乡).

## Ethnische Gliederung der Bevölkerung Queshans (2000)
Beim Zensus im Jahr 2000 wurden in Queshan 553.157 Einwohner gezählt.
| Name des Volkes | Einwohner | Anteil  |
| --------------- | --------- | ------- |
| Han             | 550.050   | 99,44 % |
| Hui             | 2.602     | 0,47 %  |
| Lahu            | 209       | 0,04 %  |
| Va              | 167       | 0,03 %  |
| Sonstige        | 129       | 0,02 %  |